# Eusebio Cáceres
Eusebio Cáceres López (Onil, Alicante, 10 de septiembre de 1991) es un atleta español especialista en salto de longitud.
Hasta su época júnior compitió en pruebas combinadas, llegando a batir el récord mundial sub-20 de heptatlón durante el Campeonato de España Júnior de 2010 con una marca de 5983 puntos. Este récord mundial se mantuvo vigente hasta 2021.
Sin embargo, debido a sus buenos resultados, decidió finalmente especializarse en el salto de longitud, si bien durante un tiempo también competía en pruebas de velocidad y participaba en los equipos de relevos 4 × 100 m de la selección española. También en 2010, durante la prueba de calificación para el Campeonato de Europa absoluto, batió el récord de Europa de salto de longitud con un salto de 8.27 m.
A lo largo de su carrera Cáceres ha participado en numerosas finales de campeonatos internacionales. Ha ganado medallas en los campeonatos mundiales sub-20 de 2008 y 2010 y en el Campeonato de Europa Sub-23 de 2013, donde ganó el oro con el mejor salto de toda su carrera, 8.37 m.
En categoría absoluta solo ha conseguido la medalla de oro en el Campeonato Iberoamericano de 2022, pero ha logrado alcanzar el cuarto puesto en los Juegos Olímpicos de Tokio 2020, los Campeonatos del Mundo de 2013, los Campeonato de Europa de 2014 y 2022 y en el Campeonato de Europa en Pista Cubierta de 2019.
Además de sus éxitos internacionales, Eusebio Cáceres ha sido trece veces campeón de España absoluto de salto de longitud, tanto en pista cubierta como al aire libre, y una vez de relevos 4 × 100 m.

## Competiciones internacionales
| Representando España | Representando España                   | Representando España | Representando España | Representando España | Representando España |
| Año                  | Competición                            | Sede                 | Puesto               | Prueba               | Marca                |
| -------------------- | -------------------------------------- | -------------------- | -------------------- | -------------------- | -------------------- |
| 2007                 | Campeonato del Mundo Juvenil           | Ostrava              | 6.º                  | Octatlón             | 6144 pts             |
| 2007                 | FOJE                                   | Belgrado             | Medalla de bronce    | 100 m                | 10.73                |
| 2007                 | FOJE                                   | Belgrado             | --                   | Salto de longitud    | NM                   |
| 2008                 | Campeonato del Mundo Júnior            | Bydgoszcz            | Medalla de bronce    | Salto de longitud    | 7.59 m               |
| 2008                 | Campeonato del Mundo Júnior            | Bydgoszcz            | --                   | 4 × 100 m            | DNF                  |
| 2009                 | Campeonato Europeo por Equipos         | Leiria               | 1.º                  | Salto de longitud    | 8.00 m               |
| 2009                 | Campeonato de Europa Júnior            | Novi Sad             | 10.º (sf.)           | 100 m                | 10.66                |
| 2009                 | Campeonato de Europa Júnior            | Novi Sad             | 6.º                  | Salto de longitud    | 7.64 m               |
| 2009                 | Campeonato de Europa Júnior            | Novi Sad             | 6.º                  | 4 × 100 m            | 40.03                |
| 2010                 | Campeonato Europeo por Equipos         | Bergen               | 5.º                  | Salto de longitud    | 7.81 m               |
| 2010                 | Campeonato del Mundo Júnior            | Moncton              | Medalla de plata     | Salto de longitud    | 7.90 m               |
| 2010                 | Campeonato del Mundo Júnior            | Moncton              | 10.º (s.)            | 4 × 100 m            | 40.82                |
| 2010                 | Campeonato de Europa                   | Barcelona            | 8.º                  | Salto de longitud    | 7.93 m               |
| 2011                 | Campeonato de Europa en Pista Cubierta | París                | 11.º (c.)            | Salto de longitud    | 7.83 m               |
| 2011                 | Campeonato Europeo por Equipos         | Estocolmo            | 8.º                  | 4 × 100 m            | 39.85                |
| 2011                 | Campeonato de Europa Sub-23            | Ostrava              | 8.º                  | Salto de longitud    | 7.64 m               |
| 2011                 | Campeonato de Europa Sub-23            | Ostrava              | --                   | 4 × 100 m            | DNF                  |
| 2011                 | Campeonato del Mundo                   | Daegu                | 18.º (c.)            | Salto de longitud    | 7.91 m               |
| 2012                 | Campeonato del Mundo en Pista Cubierta | Estambul             | 11.º (c.)            | Salto de longitud    | 7.71 m               |
| 2012                 | Campeonato de Europa                   | Helsinki             | 5.º                  | Salto de longitud    | 8.06 m               |
| 2012                 | Juegos Olímpicos                       | Londres              | 14.º (c.)            | Salto de longitud    | 7.92 m               |
| 2013                 | Campeonato de Europa Sub-23            | Tampere              | Medalla de oro       | Salto de longitud    | 8.37 m               |
| 2013                 | Campeonato de Europa Sub-23            | Tampere              | Medalla de bronce    | 4 × 100 m            | 38.87                |
| 2013                 | Campeonato del Mundo                   | Moscú                | 4.º                  | Salto de longitud    | 8.26 m               |
| 2014                 | Campeonato Europeo por Equipos         | Braunschweig         | 3.º                  | Salto de longitud    | 7.97 m               |
| 2014                 | Campeonato de Europa                   | Zúrich               | 4.º                  | Salto de longitud    | 8.11 m               |
| 2016                 | Campeonato de Europa                   | Ámsterdam            | --                   | Salto de longitud    | NM                   |
| 2017                 | Campeonato de Europa en Pista Cubierta | Belgrado             | 9.º (c.)             | Salto de longitud    | 7.72 m               |
| 2017                 | Campeonato Europeo por Equipos         | Lille                | 2.º                  | Salto de longitud    | 7.96 m               |
| 2017                 | Campeonato del Mundo                   | Londres              | --                   | Salto de longitud    | NM                   |
| 2018                 | Campeonato del Mundo en Pista Cubierta | Birmingham           | 8.º                  | Salto de longitud    | 7.91 m               |
| 2019                 | Campeonato de Europa en Pista Cubierta | Glasgow              | 4.º                  | Salto de longitud    | 7.98 m               |
| 2019                 | Campeonato Europeo por Equipos         | Bydgoszcz            | 2.º                  | Salto de longitud    | 8.02 m               |
| 2019                 | Campeonato del Mundo                   | Doha                 | 7.º                  | Salto de longitud    | 8.01 m               |
| 2021                 | Campeonato Europeo por Equipos         | Chorzów              | 3.º                  | Salto de longitud    | 7.75 m               |
| 2021                 | Juegos Olímpicos                       | Tokio                | 4.º                  | Salto de longitud    | 8.18 m               |
| 2022                 | Campeonato Iberoamericano              | La Nucía             | Medalla de oro       | Salto de longitud    | 8.05 m               |
| 2022                 | Campeonato de Europa                   | Múnich               | 4.º                  | Salto de longitud    | 7.98 m               |
| 2022                 | Campeonato del Mundo                   | Eugene               | 8.º                  | Salto de longitud    | 7.93 m               |
| 2024                 | Campeonato de Europa                   | Roma                 | 11.º                 | Salto de longitud    | 7.54 m               |

1. 1 2 3 4 5  En el Campeonato de Europa por Equipos no se entregan medallas por las pruebas individuales.
2. ↑  En categoría sub-20
3. ↑  8.27 m  sub-20 en la clasificación.
4. ↑  En categoría sub-23

## Récords
En la actualidad, Jaël Bestué posee once récords de España en distintas categorías.

### Récords y mejores marcas españolas

#### Mejores marcas sub-23
- Relevo 4 × 100 m (38.87, con Eduard Viles, Adriá Burriel y Bruno Hortelano)

#### Récords sub-20
- Salto de longitud (8.27 m)
- Heptatlón en pista cubierta (5984 pts)

#### Mejores marcas sub-18
- Salto de longitud (7.86 m)
- Octatlón (con disco y pértiga) (6119 pts)
- Octatlón (con 400 m y 1000 m) (6144 pts)
- Hexatlón en pista cubierta (5146 pts)

#### Mejores marcas sub-16
- Salto de longitud (7.36 m)
- Heptatlón (5039 pts)
- Pentatlón en pista cubierta (3782 pts)

## Premios, reconocimientos y distinciones
- Mejor Deportista Promesa ("Premio Antonio Cutillas") de 2007 (finalista en 2006) y Mejor Deportista Masculino de 2010 (finalista en 2013) en los Premios Deportivos Provinciales de la Diputación de Alicante[3]
- Trofeo Ayuntamiento de Alicante al mejor deportista alicantino absoluto de 2009 y 2010, otorgado por la Asociación de la Prensa Deportiva de Alicante.